# Économie & Prévision
Économie & Prévision est une revue académique de langue française en économie éditée par la direction générale du Trésor.